# Aldrans
Aldrans é um município da Áustria, situado no distrito de Innsbruck-Land, no estado do Tirol. Tem 8,85 km² de área e sua população em 2019 foi estimada em 2.736 habitantes.